# Campylomyza luculenta
Campylomyza luculenta är en tvåvingeart som först beskrevs av Johann Wilhelm Meigen 1830.  Campylomyza luculenta ingår i släktet Campylomyza och familjen gallmyggor.
Artens utbredningsområde är Tyskland. Inga underarter finns listade i Catalogue of Life.